# Heinrich von Friesen-Rötha

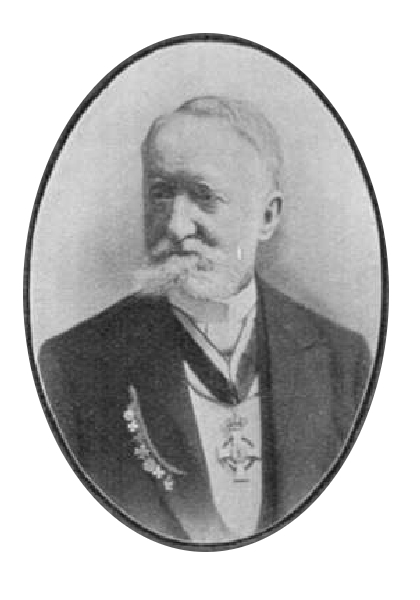
Heinrich von Friesen-Rötha

Friedrich Otto Heinrich Freiherr von Friesen-Rötha (* 23. Mai 1831 in Dresden; † 5. Oktober 1910 in Rötha) war ein deutscher Grundbesitzer, Kavallerieoffizier, konservativer Politiker und Publizist. Er war von 1882 bis 1894 Vorsitzender des Konservativen Landesvereins in Sachsen, von 1883 bis 1892 Mitglied der I. Kammer des Sächsischen Landtags und von 1887 bis 1893 Mitglied des Reichstages (Deutschkonservative Partei). Als Majoratsherr in Rötha widmete er sich insbesondere dem Obst- und Gartenbau sowie der Pomologie.

## Familie

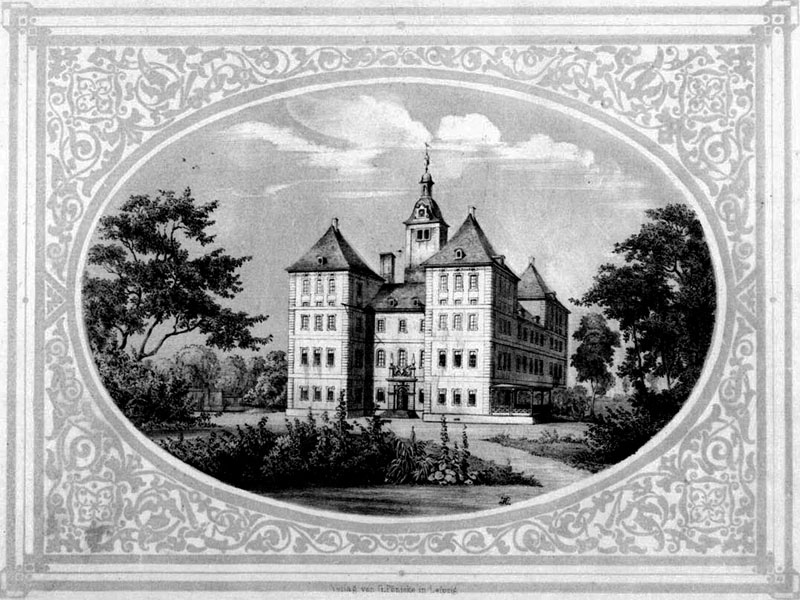
Schloss Rötha, Wohnsitz der Familie von Friesen-Rötha

Heinrich von Friesen-Rötha stammt aus dem Adelsgeschlecht Friesen. Er wurde 1831 als erster Sohn des sächsischen Oberfeldmarschalls und Shakespeare-Forschers Hermann Freiherr von Friesen auf Trachenau (* 27. Februar 1802 in Dresden, † 23. Januar 1882 in Dresden) und dessen Frau Kamilla, geborene von Brandenstein, aus dem Hause Wüstenstein (* 25. November 1803 in Dresden, † 17. Januar 1892 in Dresden) in Dresden geboren. Er hatte zwei jüngere Brüder:
- Ernst Georg Moritz von Friesen (1836–1913), sächsischer Generalmajor und Schriftsteller
- Karl Freiherr von Friesen-Miltitz (1847–1928), sächsischer Generalmajor

Heinrich von Friesen-Rötha wurde zunächst durch Hauslehrer unterrichtet und besuchte ab Ostern 1846 die Fürstenschule St. Afra bei Meißen.

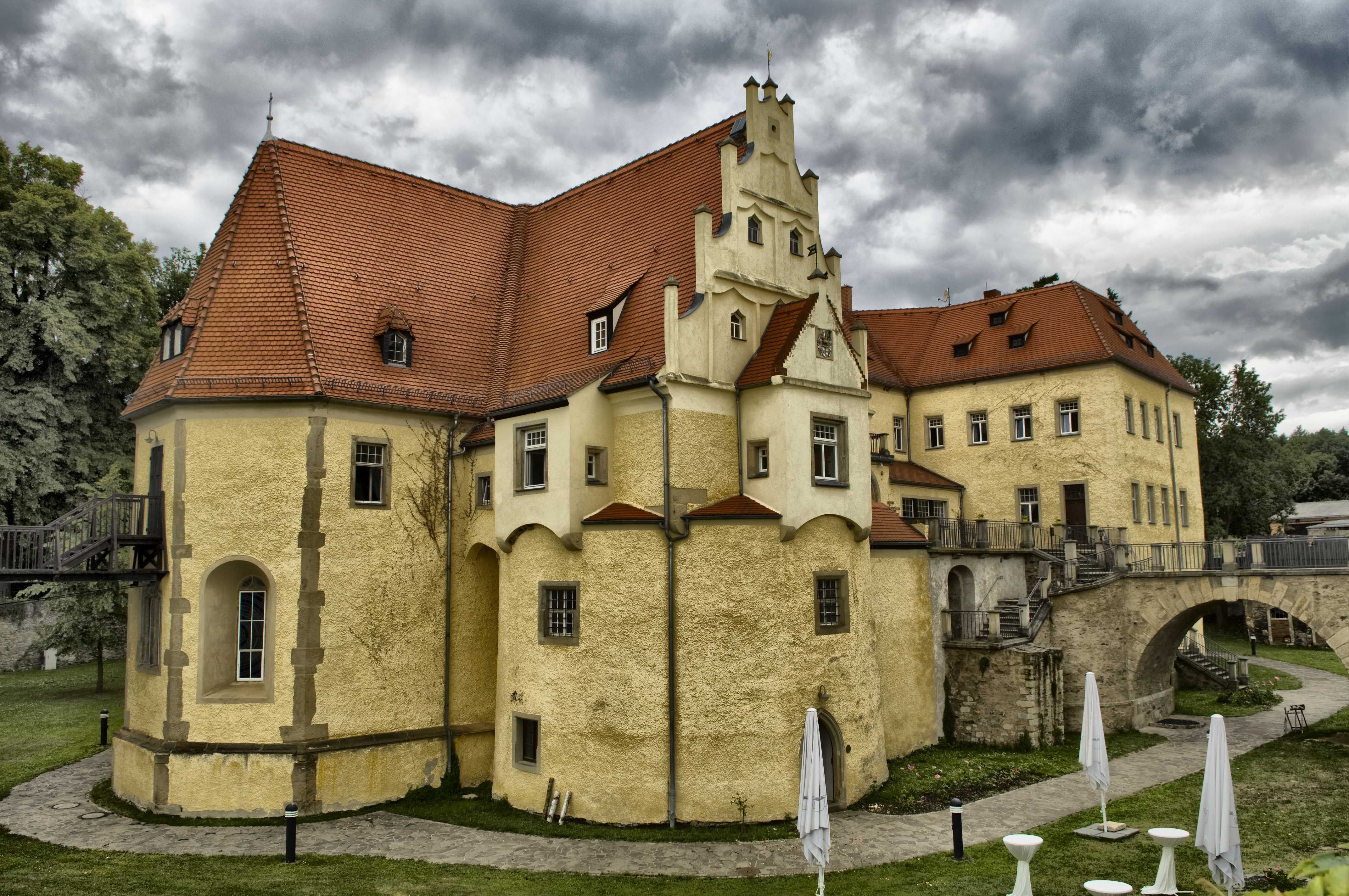
Schloss Schleinitz

Am 4. September 1862 heiratete er in Hohnstädt bei Grimma Marie Susanne von Zehmen (* 26. Juni 1836 auf Schleinitz-Wutschwitz, † 19. September 1914 in Friedrichroda), die 1906 von ihrem Bruder Schloss Schleinitz erbte und bis 1945 besaß. Das Paar hatte sechs Kinder, von denen nur zwei Söhne das Erwachsenenalter erreichten:
- Anna Maria (* 18. August 1863 in Dresden, † 23. September 1865 in Rötha)
- Ernst Friedrich Carl (* 2. April 1865 in Dresden, † 7. November 1929 in Rötha), königlich sächsischer Generalmajor
- Johann Hermann Heinrich (* 7. Juli 1867 in Riesa)
- Friedrich (* 21. Dezember 1871, † 11. Januar 1872 in Rötha)
- Marie (* 22. Februar in Rötha, † 7. April 1873 in Rötha)
- Christian Herrmann Stephan (* 6. Juni 1875 in Rötha, † 17. Mai 1883 in Rötha)

Heinrich von Friesen-Rötha starb am 5. Oktober 1910 in Rötha.

## Militärische und politische Laufbahn
Heinrich von Friesen-Rötha trat in die Sächsische Armee ein und diente vom 1. April 1850 bis 1. Juli 1871 im 1. Reiter-Regiment. Ab dem 1. November 1857 besuchte er die Kriegsschule in Dresden und wurde auf dieser am 17. August 1858 zum Oberleutnant ernannt. Von 1861 bis 1866 war er Divisionsadjutant der Reiterei. Er nahm 1866 während des Krieges gegen Preußen als Kommandant der 3. Schwadron an den Schlachten bei Gitschin und Königgrätz teil. Am 21. Juli wurde er mit dem Ritterkreuz des Militär-St.-Heinrichs-Ordens beliehen. Am 11. November 1866 kehrte er in die vorläufige Garnison Mittweida zurück. Bei der Neuorganisation der Sächsischen Armee wurde er in das neu errichtete 1. Ulanen-Regiment Nr. 17 versetzt und war zunächst in Rosswein, später in Riesa stationiert.
Am 28. Juli 1870 zog er mit seiner Schwadron in den Deutsch-Französischen Krieg. Er nahm unter anderem an den Schlachten von St. Privat und Verdun, dem Reitergefecht von Busancy, dem Gefecht von Nouart, der Schlacht bei Beaumont und dem Gefecht von Douzy, der Schlacht von Sedan sowie der Belagerung von Paris teil. Für seinen Einsatz in der Schlacht von Douzy wurde er am 21. September zum Major befördert und mit dem Eisernen Kreuz II. Klasse ausgezeichnet.
Am 23. März 1871 verließ er die Armee während eines Waffenstillstandes, da sein Onkel Friedrich von Friesen (1796–1871) verstorben war. Am 28. März 1871 wurde er mit dem Ritterkreuz I. Klasse des Verdienstordens mit Schwertern ausgezeichnet. Friesen erhielt außerdem den Orden der Eisernen Krone. Er war Verfasser mehrerer militärischer und politischer Broschüren.
Friesen-Rötha war seit 1882 Vorsitzender des Konservativen Landesvereins im Königreich Sachsen. Er betrieb unter anderem die Aufnahme antisemitischer Tendenzen in das Programm der konservativen Partei. Durch königliche Ernennung gehörte er von 1883 bis 1892 der I. Kammer des Sächsischen Landtags an. Von 1887 bis 1893 war er für die Deutschkonservative Partei Mitglied des Deutschen Reichstags, wo er den Wahlkreis Königreich Sachsen 7 (Meißen–Großenhain) vertrat. Im Jahr 1894 schied er aus dem Vorstand des Konservativen Landesvereins aus.

## Die Friesensche Gartendirektion

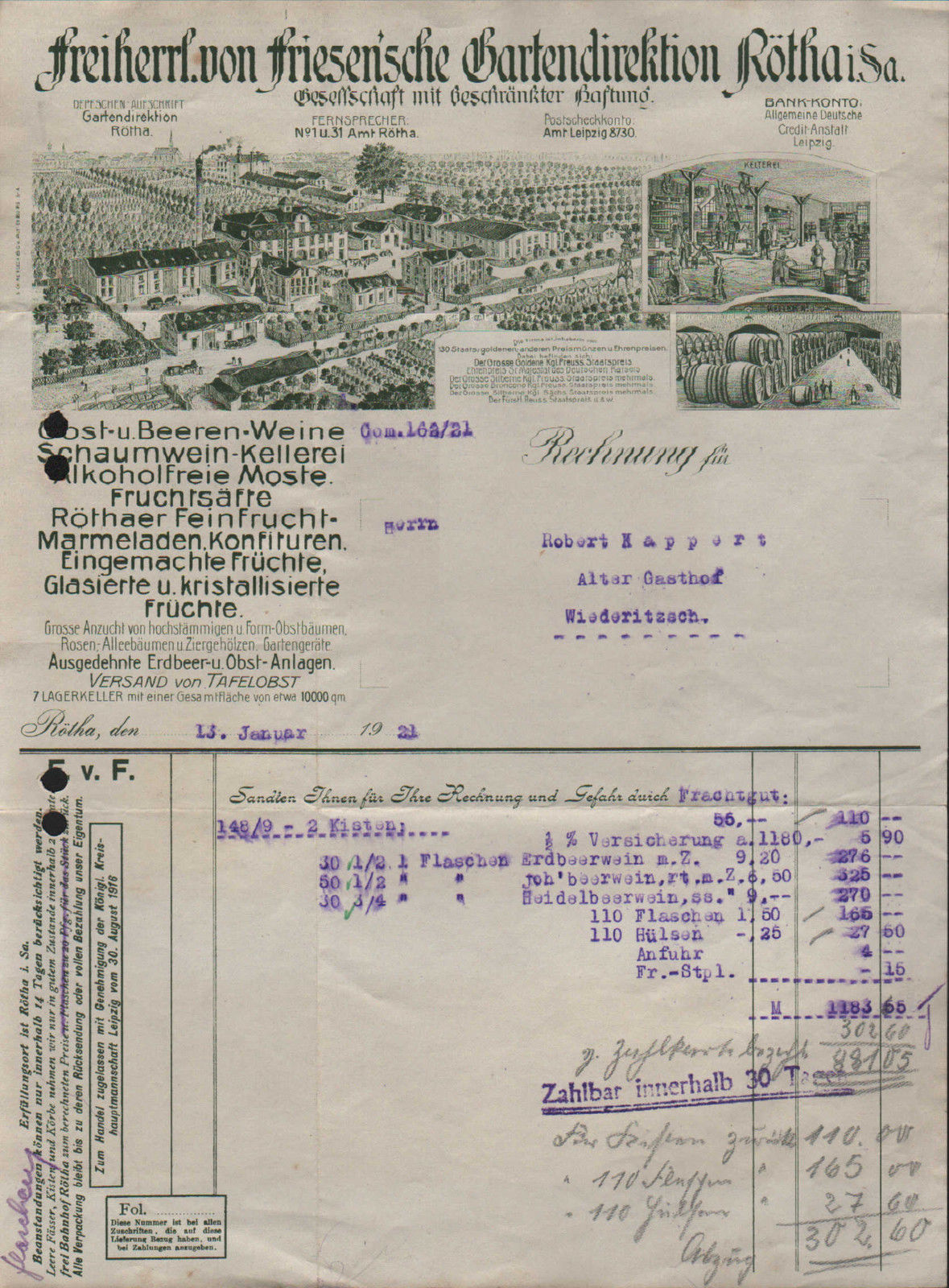
Rechnung der v. Friesenschen Gartendirektion, Rötha

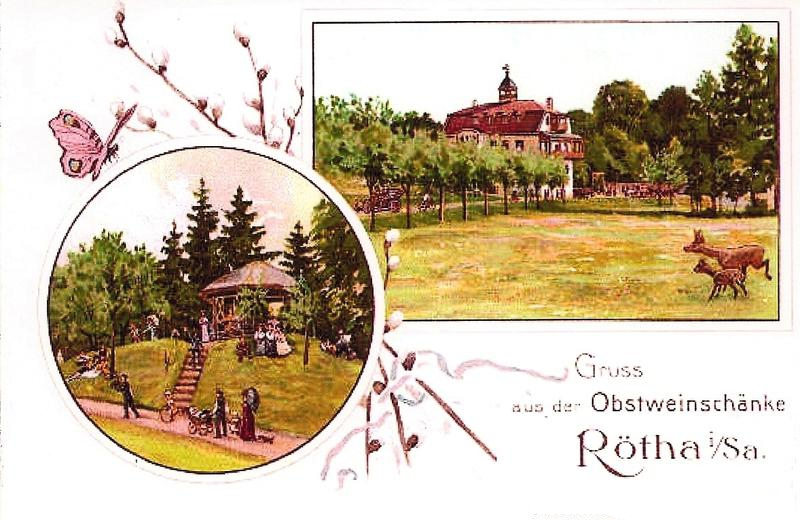
Postkarte der Obstweinchänke Rötha, gelaufen 1905

Nach dem Tod seines Onkels Friedrich von Friesen, der ihm Rötha vermachte, kehrte Heinrich von Friesen 1871 aus dem Krieg nach Rötha zurück. Angeregt durch seinen Schwiegervater, der in Schleinitz umfangreiche Obstplantagen bewirtschaftete, begann er, auch in Rötha großflächig Obst anzubauen. In Rötha und Umgebung gab mindestens seit dem 15. Jahrhundert eine lange Weinbautradition. Friesen etablierte zusätzlich den Obstanbau in der Gegend.
Zunächst bepflanzte er die Wege und Raine seines Anwesens mit Kirsch- und Apfelbäumen. Schon ab 1872 legte er aber größere Anpflanzungen an, die er systematisch erweiterte. Insgesamt erreichte seine Plantage eine Größe von 12.000 Apfelbäumen, 4.800 Birnbäumen, 3.800 Kirschbäumen, 500 Pflaumenbäume und 1.500 Pfirsiche und Aprikosen. Darüber hinaus baute er auch in großem Umfang Beerenobst an: er kultivierte zeitweise 42.000 Johannis-, 12.000 Stachel- und 18.000 Himbeersträucher und fast 20 ha Erdbeerkulturen. Das Obst wurde vor allem an den Markt in Leipzig geliefert und stellte für die Region bald eine wichtige Einnahmequelle dar.
Für seinen Bedarf an Pflanzgut gründete von Friesen eine eigene Baumschule. Um qualifiziertes Personal für seinen Obstbaubetrieb auszubilden, richtete er 1875 eine Gärtner-Lehranstalt für Obstbau ein. An dieser wurden jeweils bis zu 50 Gärtnerlehrlinge ausgebildet. Hier wurden auch Lehrgänge im Obstbau für Straßenwärter und Lehrer durchgeführt. Die Obstbauschule wurde 1888 geschlossen. Da der Ertrag seiner Obstplantagen bald den lokalen Bedarf überstieg, gründete von Friesen 1882 eine Obstverwertungsbetrieb, in dem aus dem Ernteüberschuss Apfelwein hergestellt wurde. Der Kelterei wurde eine Obstweinschänke angegliedert.
1906 verpachtete von Friesen seine Obstplantagen und den Verwertungsbetrieb an eine von ihm gegründete Gesellschaft, die Firma Freiherrlich von Friesensche Gartendirektion G.m.b.H. 1912 wurde die Weinkelterei um eine Obst- und Gemüsekonservenfabrik erweitert. Das Unternehmen stellten neben Obstwein und Konserven auch Schaumwein, Marmeladen und kandierte Früchte her. Aus der Freiherrlich von Friesensche Gartendirektion G.m.b.H. ging die bis 2012 bestehende Röthaer Großkelterei hervor.
Aufgrund des Schlossparks und der weitflächigen Obstplantagen des Freiherrn von Friesen wurde Rötha als Gartenstadt bezeichnet; diesen Beinamen trägt die Stadt noch heute. Rötha wurde zu einem beliebten Ausflugsziel für das nahe gelegene Leipzig, bekannt durch die Baumblüte. Friesen betätigte sich auch als Autor auf dem Gebiet des Obstbaus. Er ist Verfasser des Werkes Die Anpflanzung von Bäumen an den öffentlichen Wegen. (Leipzig 1878) sowie des Practischen Führers im Obstbau. (Rötha 1881). Er beschäftigte sich intensiv mit der Pomologie (Obstsortenkunde) und besaß eine umfangreiche Sammlung pomologischer Werke. Diese hatte er auseinandergetrennt und die einzelnen Blätter nach Obstarten und -sorten alphabetisch geordnet. Die mehr als 20.000 Blätter umfassende Sammlung vermachte er nach seinem Tod 1910 dem Deutschen Pomologen-Verein; sie befindet sich heute in der Bücherei des Deutschen Gartenbaues in Berlin.

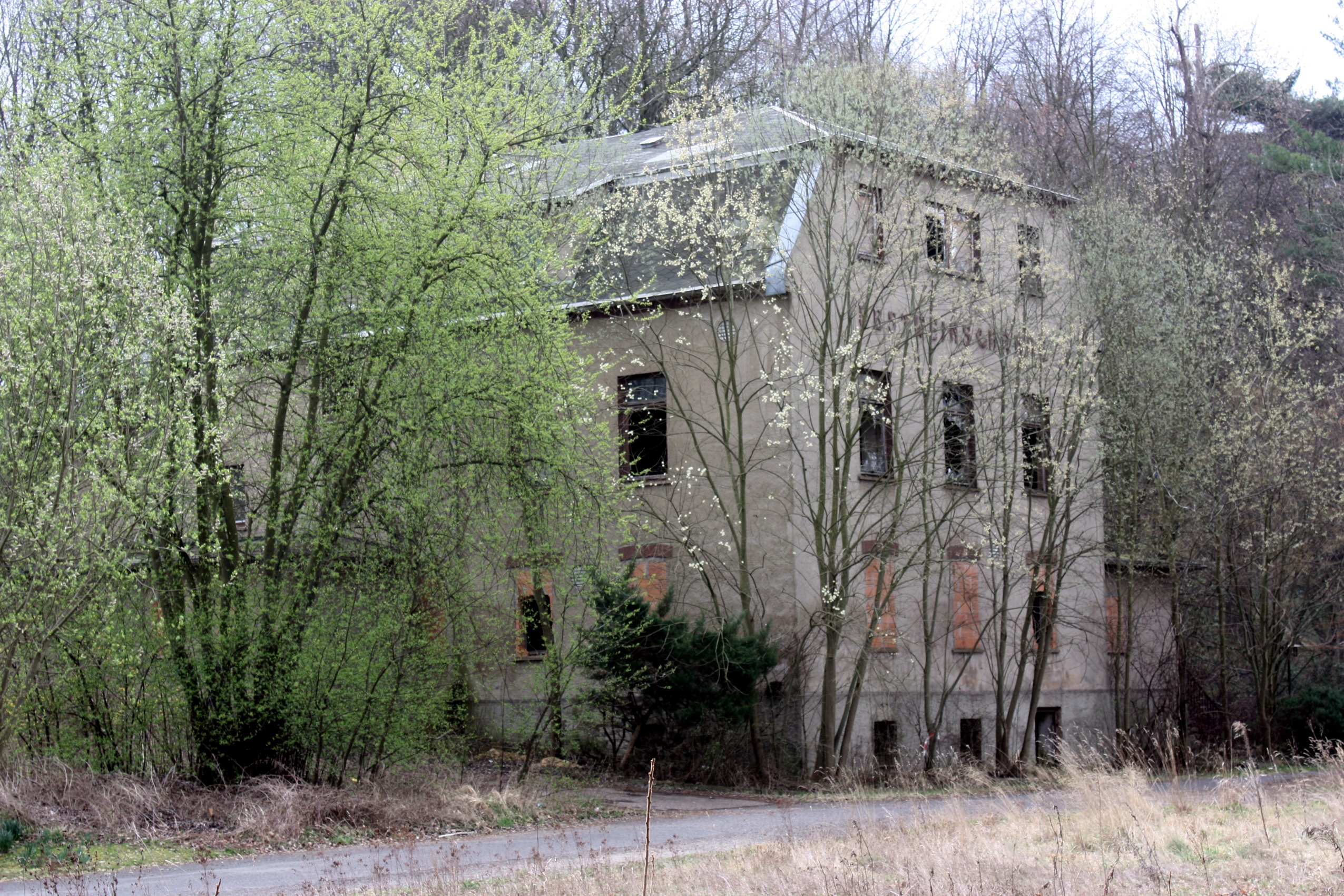
Ehemalige Obstweinschänke Rötha, 2014

Ab etwa 1900 wurde in der Gegend zunehmend großflächig Braunkohleabbau betrieben. Die Grundeigentümer mussten Flächen an die kohlefördernden Gesellschaften abtreten. 1901 vergab Heinrich von Friesen erstmals Abbaurechte für rund 100 ha in der Espenhainer Flur. Da der Kohleabbau zunächst nur unter Tage verlief, behielten die Besitzer das Eigentum an den Ländereien. Mit dem Wechsel zum effektiveren Tagebau in den 1910er Jahren erwarb der sächsische Staat, später die Aktiengesellschaft Sächsische Werke (ASW) aber die betroffenen Grundstücke. Nach Heinrich von Friesen-Röthas Tod im Jahr 1910 musste sein Enkel Freiherr Otto Heinrich von Friesen Mitte der 1920er Jahre großflächige Grundstücke im Gebiet Espenhain sowie die Gartendirektion Rötha zu einem festgesetzten Einheitswert, also weit unter Wert, an die ASW verkaufen.

## Werke
- Julius Heinrich Graf von Friesen, Kaiserlicher Generalfeldzeugmeister, Königlich Englischer Generalleutenant: Ein Lebensbild aus dem Ende des siebzehnten Jahrhunderts. Wilhelm Baensch Verlagsbuchhandlung, Leipzig, 1870. (Digitalisat)
- Die Anpflanzung von Bäumen an den öffentlichen Wegen. Leipzig, 1878.
- Die volkswirtschaftliche Bedeutung des Gemüsebaues, mit besonderer Berücksichtigung der Verhältnisse des Königreichs Sachsen. Vortrag gehalten am 2. November 1877 in der Oekonomischen Gesellschaft im Königreiche Sachsen. Veröffentlicht in: Mitteilungen der Oekonomischen Gesellschaft im Königreiche Sachsen, 11. Ausgabe, Schönfeld, Dresden 1878.
- Practischer Führer im Obstbau. Rötha, 1881.
- Über die Nothwendigkeit des Zusammenwirkens der kirchlichen und der staatlichen Factoren auf dem ethisch-socialen Gebiete. Leipzig, 1886.
- Religion und Politik. Leipzig, 1887.
- Conservativ; ein Mahnruf in letzter Stunde. Bericht erstattet auf dem Parteitag der Sächsischen Conservativen zu Dresden am 13. Juni 1892. (Digitalisat)
- Die Konservativen im Kampfe gegen die Übermacht des Judentums und für die Erhaltung des Mittelstandes. Konservativer Landesverein, Leipzig 1892.
- Die Verhandlungen über den Erneuerungsbau der S. Georgenkirche in Rötha. Rötha, 1894.
- Die Familien-Anwartschaften in ihrer geschichtlichen Entwicklung und volkswirtschaftlichen Bedeutung. Dresden, 1900.
- Erinnerungen eines alten Reiter-Offiziers a. D. an die Schlacht bei Königgrätz den 3. Juli 1866. Rötha, 1902.
- Schwert und Pflug – gesammelte Studien und Beobachtungen eines alten Edelmannes in bezug auf die sozialen Gliederungen der Völker. 2 Bände, 1907 und 1910.